# Castanopsis boisii
Castanopsis boisii är en bokväxtart som beskrevs av Paul Robert Hickel och Aimée Antoinette Camus. Castanopsis boisii ingår i släktet Castanopsis och familjen bokväxter. Inga underarter finns listade.